# Laskowice (województwo mazowieckie)
Laskowice – wieś w Polsce położona w województwie mazowieckim, w powiecie siedleckim, w gminie Korczew. Ma status sołectwa.
| SIMC    | Nazwa             | Rodzaj    |
| ------- | ----------------- | --------- |
| 0675175 | Laskowice-Kolonia | część wsi |
| 0675181 | Nowinki           | część wsi |

W latach 1975–1998 miejscowość administracyjnie należała do województwa siedleckiego.
Wierni kościoła rzymskokatolickiego należą do parafii św. Stanisława Biskupa Męczennika i św. Anny w Knychówku.